# Campus Univers Cascades
Le Campus Univers Cascades est un centre de formation à la cascade physique. Le campus est basé en France à Le Cateau-Cambrésis dans les Hauts-de-France. 
La création d'un centre de formation à la cascade physique est destiné aux sportifs et passionnés de sports extrêmes : parachutisme, gymnastique, parkour, ski, roller, arts martiaux… qui veulent s'orienter professionnellement dans le monde de la cascade.
Le campus dispose d'un site unique offrant des infrastructures adaptées, du matériel spécialisé et des espaces de détente au cœur du campus. La capacité d'hébergement et de restauration sur le site est de 90 élèves.

## Historique
Le campus a ouvert le 12 avril 2009 à Bias. Installé dans le sud-ouest à son ouverture, il a déménagé en juin 2017 sur le Cateau-Cambresis dans les Hauts-de-France.

## Infrastructures
Le campus comprend une multitude d'infrastructures spécialisées  adaptées à la cascade : Une salle aménagée de 700m2 avec Parkour Park et fosse à cubes, deux dojos, une salle d'escalade, une salle annexe de 500m2, une salle de musculation mais également un espace de chutes de hauteur, terrain pour cascades mécanique et une écurie.

## Matériel
Pour la formation de ses étudiants le campus dispose de matériel spécialisé : Airbags, câblages, combinaisons et tenues ignifugées, armes blanches, répliques d'armes à feu, airtrack et tumbling gonflable avec fosse à cubes, Parkour Park...

## Formation
La formation est encadrée par des cascadeurs professionnels  du métier désirant partager leur savoir-faire et leurs expériences. 
Voici une partie des activités enseignées au sein du C.U.C : acrobaties, le parkour, chutes de hauteur, câblage, percussion de voitures, combat, maniement d’armes, torche humaine, chutes, comédie, les techniques d'intervention… Un programme complet pour que les élèves deviennent compétents mais aussi polyvalent.